# Zohar

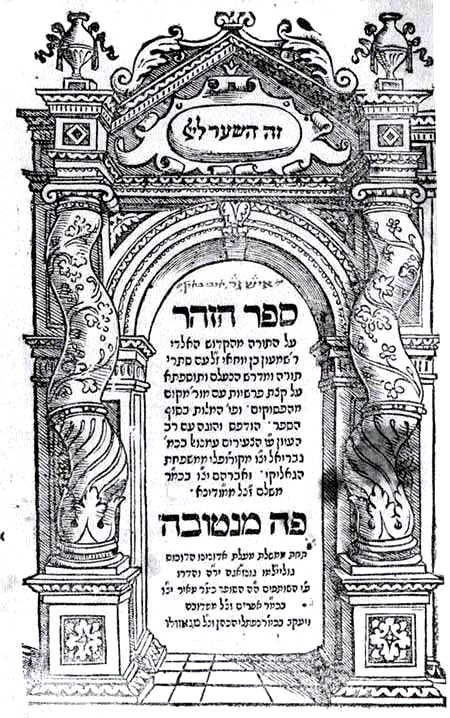
Pagina de titlu a ediției princeps a Zoharului, Mantova, 1558

Zohar (în ebraică זֹהַר, "strălucire", "splendoare", "aură") este o carte mistică ebraică despre Tora, din categoria literaturii kabbalistice, atribuită de tradiție lui Șimon bar Iohai, scrisă sau editată probabil de Moses de León (1250-1305). Zoharul cuprinde, printre altele, discuții referitoare la Dumnezeu, originea și structura universului, natura sufletului și legătura dintre energia universală și om. 

## Origine
Nu se știe cu exactitate cine este autorul Zoharului, făcându-se în continuare cercetări în această direcție. Cartea a apărut în Spania, în secolul al XIII-lea, devenind cunoscută prin intermediul agenției lui Moses de León. Deși mulți cabaliști susțin în continuare că Zoharul a fost scris de Șimon bar Iohai, majoritatea cărturarilor sunt de acord că Moses de León este cel care a alcătuit corpul principal al cărții și, posibil, alții din cercul lui spre sfârșitul secolului al XIII-lea și începutul secolului al XIV-lea. Într-un articol din Enciclopedia Iudaică, se face referire la o poveste pe acest subiect, care spune că, după moartea lui Moses de León, soția acestuia a primit o sumă considerabilă de bani de la un om bogat, pe nume Iosef, în schimbul cărții originale după care a fost făcută copia. Văduva ar fi mărturisit atunci că soțul a fost autorul cărții și că ar fi ales să i-o atribuie lui Șimon bar Iohai pentru a face profit. Povestea arată faptul că existau încă de pe atunci persoane care i-au atribuit Zoharul lui Moses de León, părere susținută și de scriitorul cabalist Iosef ibn Wakar, care considera lucrarea plină de erori și milita împotriva ei.

### Autenticitate
Autenticitatea Zoharului a fost pusă sub semnul întrebării, atât din cauza reputației sponsorului, cât și din cauza faptului că descria evenimente care au avut loc în perioada posttalmudică și nu făcea referire la alte lucrări din literatura iudaică. În ciuda controverselor pe tema autenticității, Zoharul a devenit foarte răspândit în comunitatea evreilor, fiind citat de personaje precum Todros Abulafia, Menahem Recanati sau Iosef ibn Șem-Tov. 
Cei care credeau în autenticitatea Zoharului susțineau faptul că Șimon bar Iohai își răspândise învățăturile pe cale orală și că acestea au fost transmise de la discipol la discipol, până când au fost puse în forma unei cărți, explicându-se astfel lipsa referințelor din literatura iudaică. În ceea ce privește descrierea unor evenimente posttalmudice, susținătorilor autenticității li se părea plauzibil ca Șimon bar Iohai să prevadă desfășurarea viitoare a evenimentelor. 
Primul atac referitor la autenticitatea Zoharului a fost făcut de Elia Delmedigo, în lucrarea Beḥinat ha-Dat (בחינת הדת). Acesta a oferit mai multe argumente împotriva atribuirii Zoharului lui Șimon bar Iohai:
1. Dacă Zoharul ar fi fost creația lui Șimon bar Iohai, ar fi fost menționată în Talmud, așa cum s-a întâmplat cu alte lucrări din acea perioadă.
2. Zoharul conține numele unor talmudiști care au trăit după presupusul autor.
3. Dacă Șimon bar Iohai ar fi avut revelații divine cu ajutorul cărora ar fi înțeles semnificațiile ascunse ale preceptelor, vederile sale ar fi fost adoptate de Talmud, ceea ce nu s-a întâmplat.

Au existat și alți autori care au criticat Zoharul prin argumentări asemănătoare, precum Leon din Modena, în Ari Nohem (ארי נוהם), sau Jacob Emdem, în Mitpaḥat Sefarim (מטפחת ספרים).
În secolul al XX-lea istoricul Gershom Scholem a susținut, la rândul său, ideea că Moses de León era autorul Zoharului. Scholem face referire la numeroasele erori gramaticale în limba aramaică, la forma propozițiilor și la lipsa cunoștințelor geografice legate de Israel.

## Conținut
Zoharul conține patru tipuri de exegeză biblică: "Peșat" (פשט, înțelesul literal), "Remez" (רמז, aluzia), "Deraș" (דרש, anagogia) și "Sod" (סוד, înțelesul mistic). Inițialele formează cuvântul PaRDeS (פרדס, paradis), care a devenit numele celor patru semnificații, dintre care cea mistică este cea mai importantă. 
Partea timpurie a Zoharului, cunoscută sub numele de Zohar 'Al haTora (זוהר על התורה), este formată din mai multe scrieri, incluse în trei volume: volumul 1, pe tema Genezei, volumul 2, pe tema Exodului și volumul 3, pe tema Leviticului,  Numerelor și  Deuteronomului. Alături de aceste trei volume, au mai fost tipărite câteva cărți mai mici: Sifra diȚni'uta (ספרא דצניעותא), Idra Rabba (אידרא רבא), Idra Zuta (אדרא זוטא), Ra'aia Meheimna (רעיא מהימנא), Midraș haNe'elam (מדרש הנעלם), Idra deVei Mașkana (אידרא דבי משכנא), Heihalot (היכלות), Raza deRazin (רזא דרזין), Saba deMișpatim (סבא דמשפטים), Tosefta (תוספתא) și Sitrei Tora (סתרי תורה).
De-a lungul timpului, au fost găsite alte manuscrise care se referau la Zohar și care nu au fost incluse în edițiile tipărite. După ce a apărut cea de-a doua ediție a Zoharului, manuscrisele au fost adunate și aranjate în funcție de subiectul abordat și au fost tipărite în diferite ediții.

## Traduceri în limba română
- Cartea strălucirii - Pagini alese din Zohar, traducere: Gabriel Avram, Editura Herald, Colecția Princeps, București, 2012, 256 p., ISBN: 978-973-111-289-3.
- Zoharul, Cartea Splendorii, traducere: Ilie Iliescu, Editura Herald, Colecția Cărți Fundamentale, București, 2012, 304 p., ISBN: 978-973-111-257-2